# Sculpture de la Renaissance
La Renaissance marque un retour de la sculpture à des formes et thèmes de l'Antiquité, en particulier grecque.
La renaissance en sculpture est plus précoce que dans les autres arts. En effet, les hommes de la renaissance disposent encore de sculptures antiques alors que les peintures ont plus largement disparu. C'est pourquoi la renaissance en matière de sculpture peut être datée, quant à son origine, du XIIIe siècle.

## La naissance artistique de la Renaissance
La Renaissance artistique est apparue, d'après les historiens, à Florence, en Italie vers 1401. Elle serait née grâce à un concours qui consistait à donner le Baptistère de la cathédrale d'une seconde porte en bronze. C'est Lorenzo Ghiberti qui remporte le concours et qui consacrera presque toute sa carrière à la réalisation de deux d'entre elles. Au XVe siècle, les sujets des sculptures restent religieux, mais le début de ce siècle voit aussi naître la sculpture profane.

## La réapparition du nu, inspiré de l'Antiquité, auXVesiècle

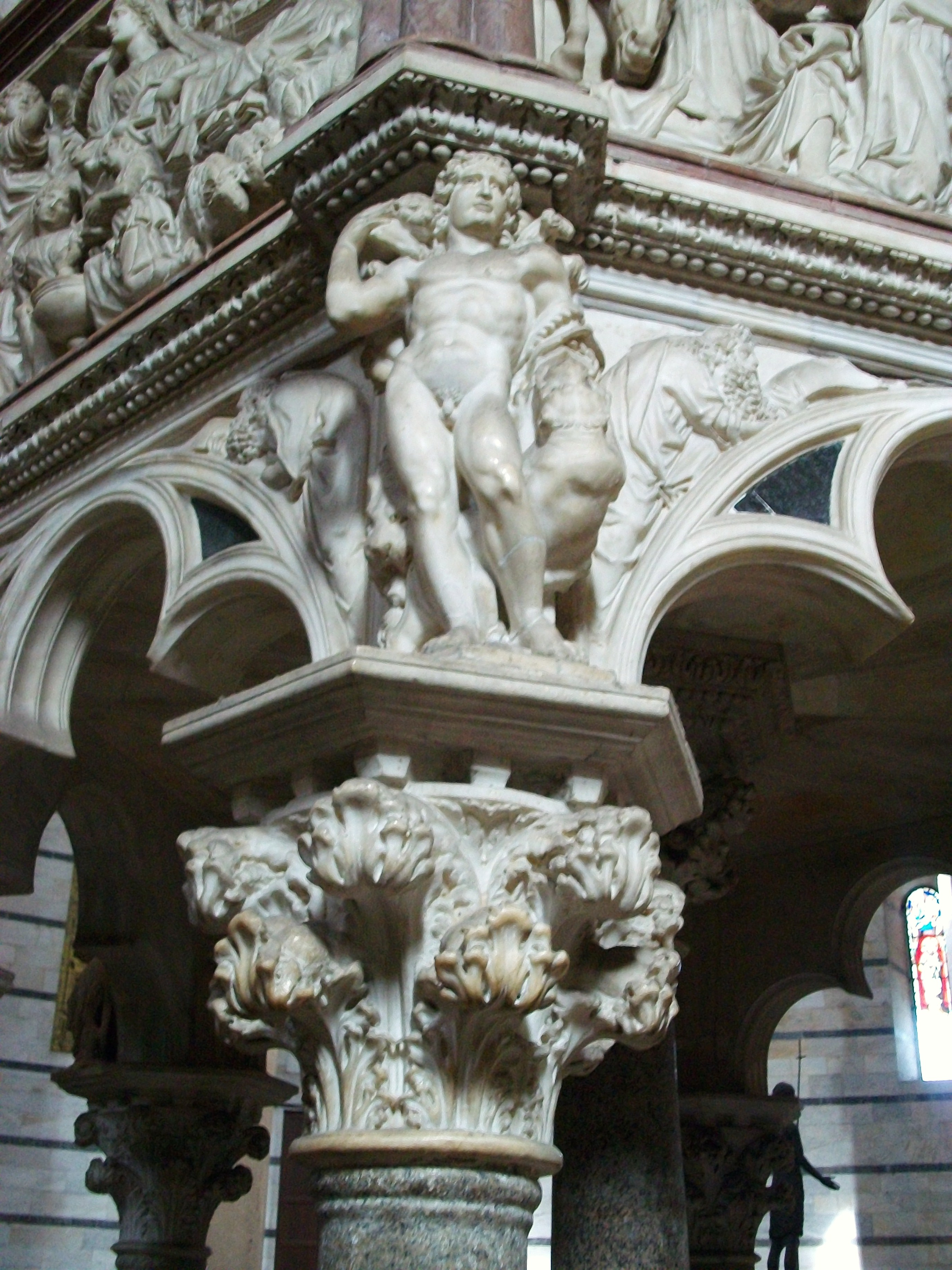
Hercule. Chaire de la cathédrale de Pise. Giovanni Pisano. Marbre, 1302-1311

C'est en effet à ce moment-là que réapparaît le nu en sculpture, bien avant que Michel-Ange ne sculpte son David (1501-1504) ou Donatello son Saint Georges (v. 1415-1417) : dès le début du XIVe siècle, Giovanni Pisano, originaire de Pise, sculpte la chaire de la cathédrale de Pise et y fait figurer un Hercule nu, plus précisément une figure allégorique de la Vertu. Auparavant, vers 1250, le père de Giovanni, Nicola, avait fait preuve d'une très grande attention pour les vestiges de l'Antiquité jusqu'à atteindre à une maîtrise de la technique « classique ». La ville était le lieu de conservation d'un nombre important de sculptures antiques, à proximité de la cathédrale, dans le Campo Santo. Le lien avec l'Antiquité est donc majeur en ce qui concerne l'apparition d'une « renaissance » (sous entendue : « de l'Antiquité ») par la sculpture.
On peut dire que l'art de la sculpture s'est amélioré au cours des années notamment avec le fait que la représentation du corps humain est plus valorisée et plus détaillée. Elle fait apparaître l'esthétisme du corps humain comme dans l'art gréco-romain.

## Le maniérisme auXVIesiècle
C'est la recherche du mouvement dans les œuvres. La sculpture belle sous toutes ses formes provient de l'obsession de cette époque qui met les problèmes de style au-dessus des problèmes d'expression. Les sculpteurs du XVIe siècle, pour parvenir à leur but, affectionnaient la torsion des corps et les formes torsadées, ce qui incite le spectateur à tourner autour de la statue pour découvrir tous ses aspects, impossibles à saisir en un seul regard.

## Matériaux
Les principaux matériaux utilisés à cette période sont principalement des minéraux tel que la pierre et les matériaux dit "nobles". Ces matériaux permettaient de modeler la forme dans l'espace, ce qui plait aux florentins.

## Principaux sculpteurs
Les premiers sculpteurs de la Renaissance sont italiens. Parmi les plus grands, on trouve Michel-Ange, Donatello et Andrea del Verrocchio (maître de Léonard de Vinci, qui fit son apprentissage dans son atelier). Jean de Bologne s'illustre à Florence, après que la période artistique de la Haute Renaissance a consacré de fait la cité toscane comme capitale des Arts ; ses œuvres figurent en bonne place dans la Loggia dei Lanzi. En France, un peu plus tard, naîtra une seconde génération de grands sculpteurs, très influencés par l'art italien. On peut citer Jean Goujon ou encore Germain Pilon.
De nombreux artistes se sont déplacés en Europe, parfois jeunes et sans retour dans leur pays d'origine. Il est donc impossible de concevoir des « écoles » nationales tant les échanges ont été intenses. D'autre part il était commun qu'un artiste soit polyvalent, certains peintres, architectes, furent aussi sculpteurs, comme Michel-Ange, mais bien d'autres aussi.

### Renaissance
Liste non exhaustive: 
- Filippo Brunelleschi, 1377-1446
- Lorenzo Ghiberti, v. 1378-1455
- Jacopo della Quercia, v. 1374-1438
- Nanni di Banco, v. 1380-1421
- Donatello, 1386? -1466
- Luca della Robbia, 1399/1400-1482
- Desiderio da Settignano, 1429/30-1464
- Antonio Rossellino, 1427/28-1479 et Bernardo Rossellino, 1409-1464
- Antonio Rizzo, v. 1440-1499
- Mino da Fiesole, v. 1429-1488
- Pietro Lombardo, v;1435-1515
- Andrea del Verrocchio, 1435-1488
- Antonio Pisanello, av. 1395-1455
- Benedetto da Maiano, 1442-1497
- Antonio Rossellino, 1427/28-1478
- Francesco Laurana, v. 1430-av. 1502
- Niccolò dell'Arca, v. 1435/40-1494
- Guido Mazzoni, v. 1450-1518
- Antonio Pollaiolo, 1431/32-1498
- Michel-Ange, 1475-1564
- Tullio Lombardo, v. 1455-1532
- Jacopo Sansovino, 1486-1570

### Renaissance maniériste
Au-delà de cette génération d'artistes le maniérisme métamorphose profondément l'esprit de la Renaissance. La Renaissance maniériste compte de nombreux sculpteurs.
- Les artistes qui travaillent le stuc sous la direction de Primatice, 1504-1570
- Pirro Ligorio, v. 1500-1583
- Bartolomeo Ammannati, 1511-1592
- Taddeo Landini, v. 1550-1596
- Jean Juste, 1485-1549
- Hendrick de Keyser, 1565-1621
- Domenico del Barbiere, dit Dominique Florentin, v. 1506 - v. 1570
- Baccio Bandinelli, 1488/93-1560
- Pietro Torrigiano, 1472-1528
- Benvenuto Cellini, 1500-1571
- Pompeo Leoni, v. 1533-1608
- Pierre Franqueville, v. 1548-1615
- Alessandro Vittoria, 1524-1608
- Leone Leoni, 1509-1590
- Guglielmo della Porta, v. 1500-1577
- Giovanni Angelo Montorsoli,
- Pier Jacopo Alari Bonacolsi

- Conrad Meit, v.1475-ap. 1536
- Jacques Dubrœuq, v. 1505-1584
- Adrien de Vries, 1560-1627
- Pieter De Witte, 1540/48-1628
- Hubert Gerhardt, v. 1550-1622/23
- Cornelis Floris, 1514-1575
- Willem van den Broeck, 1530-1580

- Juan de Juni, 1506-1577
- Alonso Berruguete, v. 1489-1561
- Juan Martínez Montañés, 1568-1649

- Le Primatice, 1504-1570
- Barthélemy Prieur, 1536-1611
- Pierre Bontemps, 1507-1570
- Ponce Jacquiot, v. 1515-1572
- Jean Goujon, 1510-1565
- Germain Pilon, 1528-1590
- Guillaume Dupré, v. 1574-1642
- Jean Bologne, 1529-1608
- Mathieu Jacquet, v. 1545-v. 1611
- Pierre Biard l'ainé, 1559-1609
- Ligier Richier, v. 1500-1567
- Jean Rancy, 1502-1578

## Expositions
- Le Corps et l'Âme. De Donatello à Michel-Ange. Sculptures italiennes de la Renaissance, du 22 octobre 2020 au 18 janvier 2021,  Musée du Louvre, Paris.